# Landesrat (Saargebiet)
Der Landesrat war von 1922 bis 1935 die ohne jede legislative Funktionen ausgestattete Volksvertretung des Saargebietes.

## Geschichte
Der Versailler Vertrag sah in Bezug auf die Gesetzgebung im Saargebiet vor, dass vor Gesetzesänderungen den gewählten Vertretern der Bevölkerung die Möglichkeit gegeben werden muss, sich dazu zu äußern (§§ 23 und 26 der Anlage zu den Art. 45 bis 50). Zu diesem Zweck ordnete die Regierungskommission des Saargebietes am 24. März 1922 an, einen Landesrat einzurichten (Amtsblatt S. 41).
Der Landesrat hatte eine ausschließlich beratende Funktion. Er durfte nur über die im Versailler Vertrag genannten Gegenstände beraten. Darüber hinausgehende Verhandlungen, Anträge und Entschließungen waren unwirksam und konnten von der Regierungskommission für ungültig erklärt werden.
Der Landesrat hatte 30 Mitglieder, die ursprünglich auf drei Jahre gewählt werden sollten, ab 1924 jedoch auf vier Jahre gewählt wurden. Die Wahlen erfolgten nach allgemeiner, gleicher, unmittelbarer und geheimer Listenwahl. Wahlberechtigt waren alle Saareinwohner, die das 20. Lebensjahr vollendet hatten. Wählbar waren alle wahlberechtigten Personen, die das 25. Lebensjahr vollendet hatten, aus dem Saargebiet stammten und dort wohnten; außerdem durften die Kandidaten weder Mitglied einer nicht-saarländischen Vertretung sein noch ein öffentliches Amt außerhalb des Saargebiets bekleiden.
Den Landesratspräsidenten bestimmte der Präsident der Regierungskommission. Bis 1924 hatte Bartholomäus Koßmann (Zentrum) das Amt des Landesratspräsidenten inne, danach Peter Scheuer (Zentrum).
Nach der Wiedereingliederung des Saargebietes ins Deutsche Reich im Jahr 1935 wurde der Landesrat gemäß § 6 des Gesetzes über die vorläufige Verwaltung des Saarlandes (RGBl. I S. 66) abgeschafft.

## Sitzverteilung
| Wahldatum        | Sitze | Sitze nach Parteien | Sitze nach Parteien | Sitze nach Parteien | Sitze nach Parteien | Sitze nach Parteien | Sitze nach Parteien | Sitze nach Parteien | Sitze nach Parteien | Sitze nach Parteien | Liste der Mitglieder |
| Wahldatum        | Sitze | Zentrum             | SPD                 | KPD                 | LVP                 | DDP                 | CSP                 | VHL                 | DVP                 | NSDAP               | Liste der Mitglieder |
| ---------------- | ----- | ------------------- | ------------------- | ------------------- | ------------------- | ------------------- | ------------------- | ------------------- | ------------------- | ------------------- | -------------------- |
| 25. Juni 1922    | 30    | 16                  | 5                   | 2                   | 4                   | 1                   | –                   | 2                   | –                   | –                   | 1. Landesrat         |
| 27. Januar 1924  | 30    | 14                  | 6                   | 5                   | 4                   | –                   | –                   | 1                   | –                   | –                   | 2. Landesrat         |
| 25. März 1928    | 30    | 14                  | 5                   | 5                   | 3                   | –                   | 1                   | 1                   | 1                   | –                   | 3. Landesrat         |
| 13. Februar 1932 | 30    | 14                  | 3                   | 8                   | 2                   | –                   | –                   | 1                   | –                   | 2                   | 4. Landesrat         |

1. ↑  ab 1924: Deutsch-Saarländische Volkspartei – Vereinigte liberale und demokratische Partei
2. ↑  ab 1928: Deutsche Wirtschaftspartei
3. ↑  ab 1929: 3 für KPD, 2 für KPO